# Codonopsis nervosa
Codonopsis nervosa är en klockväxtart som först beskrevs av Thomas Ford Chipp, och fick sitt nu gällande namn av Johann Axel Nannfeld. Codonopsis nervosa ingår i släktet Codonopsis, och familjen klockväxter. Inga underarter finns listade i Catalogue of Life.